# Lijst van voetbalinterlands Irak - Zuid-Korea
Deze lijst van voetbalinterlands is een overzicht van alle officiële voetbalwedstrijden tussen de nationale teams van Irak en Zuid-Korea. De landen hebben tot op heden 24 keer tegen elkaar gespeeld. De eerste ontmoeting, een voorrondewedstrijd tijdens de Azië Cup 1972, werd gespeeld in Bangkok (Thailand) op 7 mei 1972. De laatste confrontatie, een kwalificatiewedstrijd voor het Wereldkampioenschap voetbal 2026, vond plaats op 5 juni 2025 in Basra.

## Wedstrijden
| №  | Plaats         | Datum             | Competitie             | Wedstrijd         | Uitslag |
| -- | -------------- | ----------------- | ---------------------- | ----------------- | ------- |
| 1  | Bangkok        | 7 mei 1972        | Azië Cup 1972          | Zuid-Korea − Irak | 0 − 0   |
| 2  | Teheran        | 10 september 1974 | Aziatische Spelen 1974 | Irak − Zuid-Korea | 1 − 1   |
| 3  | Kuala Lumpur   | 25 juli 1977      | Vriendschappelijk      | Zuid-Korea − Irak | 1 − 1   |
| 4  | Kuala Lumpur   | 31 juli 1977      | Vriendschappelijk      | Zuid-Korea − Irak | 1 − 0   |
| 5  | Kuala Lumpur   | 19 juli 1978      | Vriendschappelijk      | Zuid-Korea − Irak | 2 − 0   |
| 6  | Kuala Lumpur   | 29 juli 1978      | Vriendschappelijk      | Zuid-Korea − Irak | 2 − 0   |
| 7  | Kuala Lumpur   | 14 september 1981 | Vriendschappelijk      | Zuid-Korea − Irak | 1 − 1   |
| 8  | Bagdad         | 7 maart 1982      | Vriendschappelijk      | Irak − Zuid-Korea | 3 − 0   |
| 9  | Bagdad         | 10 maart 1982     | Vriendschappelijk      | Irak − Zuid-Korea | 1 − 1   |
| 10 | Singapore      | 18 oktober 1984   | Vriendschappelijk      | Irak − Zuid-Korea | 3 − 0   |
| 11 | Bagdad         | 15 februari 1990  | Vriendschappelijk      | Irak − Zuid-Korea | 0 − 0   |
| 12 | Changwon       | 25 april 1993     | Vriendschappelijk      | Zuid-Korea − Irak | 1 − 1   |
| 13 | Ulsan          | 28 april 1993     | Vriendschappelijk      | Zuid-Korea − Irak | 2 − 2   |
| 14 | Doha           | 19 oktober 1993   | WK 1994 kwalificatie   | Irak − Zuid-Korea | 2 − 2   |
| 15 | Jeju           | 29 juni 2007      | Vriendschappelijk      | Zuid-Korea − Irak | 3 − 0   |
| 16 | Kuala Lumpur   | 25 juli 2007      | Azië Cup 2007          | Irak − Zuid-Korea | 0 − 0   |
| 17 | Suwon          | 28 maart 2009     | Vriendschappelijk      | Zuid-Korea − Irak | 2 − 1   |
| 18 | Sydney         | 26 januari 2015   | Azië Cup 2015          | Zuid-Korea − Irak | 2 − 0   |
| 19 | Ras al-Khaimah | 7 juni 2017       | Vriendschappelijk      | Irak − Zuid-Korea | 0 − 0   |
| 20 | Seoel          | 2 september 2021  | WK 2022 kwalificatie   | Zuid-Korea − Irak | 0 − 0   |
| 21 | Doha           | 16 november 2021  | WK 2022 kwalificatie   | Irak − Zuid-Korea | 0 − 3   |
| 22 | Abu Dhabi      | 6 januari 2024    | Vriendschappelijk      | Irak − Zuid-Korea | 0 − 1   |
| 23 | Yongin         | 15 oktober 2024   | WK 2026 kwalificatie   | Zuid-Korea − Irak | 3 − 2   |
| 24 | Basra          | 5 juni 2025       | WK 2026 kwalificatie   | Irak − Zuid-Korea | 0 − 2   |

## Samenvatting
| Competitie        | Totaal gespeeld | Winst Irak | Gelijk | Winst Zuid-Korea | Doelsaldo Irak – Zuid-Korea |
| ----------------- | --------------- | ---------- | ------ | ---------------- | --------------------------- |
| WK-kwalificatie   | 5               | 0          | 2      | 3                | 4 − 10                      |
| Azië Cup          | 3               | 0          | 2      | 1                | 0 − 2                       |
| Aziatische Spelen | 1               | 0          | 1      | 0                | 1 − 1                       |
| Vriendschappelijk | 15              | 2          | 7      | 6                | 13 − 17                     |
| Totaal            | 24              | 2          | 12     | 10               | 18 − 30                     |

## Details

### Negentiende ontmoeting
| Vriendschappelijk (Ras al-Khaimah, Verenigde Arabische Emiraten, 7 juni 2017): |       |            |
| Irak                                                                           | 0 – 0 | Zuid-Korea |
|                                                                                | goals |            |

IFA · A-internationals · Statistieken · Iraaks vrouwenelftal · Irak U21 · Irak U20 · Irak U19 · Irak U18 · Irak U17
1950 – 1969 ·
1970 – 1979 ·
1980 – 1989 ·
1990 – 1999 ·
2000 – 2009 ·
2010 – 2019 ·
2020 − 2029
Afghanistan ·
Algerije ·
Argentinië ·
Australië ·
Azerbeidzjan ·
Bahrein ·
België ·
Bolivia ·
Botswana ·
Brazilië ·
Cambodja ·
Chili ·
China ·
Colombia ·
Congo-Kinshasa ·
Cyprus ·
DDR ·
Ecuador ·
Egypte ·
Estland ·
Filipijnen ·
Finland ·
Ghana ·
Guinee ·
Hongkong ·
India ·
Indonesië ·
Iran ·
Japan ·
Jemen ·
Jordanië ·
Kazachstan ·
Kenia ·
Kirgizië ·
Koeweit ·
Libanon ·
Liberia ·
Libië ·
Macau ·
Maleisië ·
Marokko ·
Mauritanië ·
Mexico ·
Myanmar ·
Nepal ·
Nieuw-Zeeland ·
Noord-Korea ·
Oeganda ·
Oezbekistan ·
Oman ·
Pakistan ·
Palestina ·
Paraguay ·
Peru ·
Polen ·
Qatar ·
Roemenië ·
Rusland ·
Saoedi-Arabië · 
Sierra Leone · 
Singapore ·
Soedan ·
Spanje · 
Sri Lanka ·
Syrië · 
Tadzjikistan · 
Taiwan · 
Thailand · 
Trinidad en Tobago ·
Tunesië ·
Turkije ·
Turkmenistan ·
Uruguay ·
Verenigde Arabische Emiraten ·
Vietnam ·
Zambia ·
Zuid-Afrika ·
Zuid-Jemen ·
Zuid-Korea
KFA · A-internationals · Selecties · Bondscoaches · Zuid-Koreaans vrouwenelftal · Olympisch elftal · Zuid-Korea U21 · Zuid-Korea U20 · Zuid-Korea U19 · Zuid-Korea U18 · Zuid-Korea U17
1940 – 1949 ·
1950 – 1959 ·
1960 – 1969 ·
1970 – 1979 ·
1980 – 1989 ·
1990 – 1999 ·
2000 – 2009 ·
2010 – 2019 ·
2020 − 2029
WK 1954 · 
WK 1986 · 
WK 1990 · 
WK 1994 · 
WK 1998 · 
WK 2002 · 
WK 2006 · 
WK 2010 · 
WK 2014 · 
WK 2018
OS 1948 ·
OS 1964 ·
OS 1988 ·
OS 1992 ·
OS 1996 ·
OS 2000 ·
OS 2004 ·
OS 2008 ·
OS 2012 ·
OS 2016 ·
OS 2020
1948 ·
1949 ·
1950 · 
1951 · 1952 · 
1953 · 
1954 · 
1955 · 
1956 · 
1957 · 
1958 · 
1959 ·
1960 · 
1961 · 
1962 · 
1963 · 
1964 · 
1965 · 
1966 · 
1967 · 
1968 · 
1969 ·
1970 · 
1971 · 
1972 · 
1973 · 
1974 · 
1975 · 
1976 · 
1977 · 
1978 · 
1979 ·
1980 · 
1981 · 
1982 · 
1983 · 
1984 · 
1985 · 
1986 · 
1987 · 
1988 · 
1989 ·
1990 ·
1991 · 
1992 · 
1993 · 
1994 · 
1995 · 
1996 · 
1997 · 
1998 · 
1999 · 
2000 · 
2001 · 
2002 · 
2003 · 
2004 · 
2005 · 
2006 · 
2007 · 
2008 · 
2009 · 
2010 · 
2011 ·
2012 ·
2013 ·
2014 ·
2015 ·
2016 ·
2017 ·
2018 ·
2019 ·
2020 ·
2021 ·
2022 ·
2023 ·
2024
Afghanistan ·
Algerije ·
Angola ·
Argentinië ·
Australië ·
Bahrein ·
Bangladesh ·
België ·
Bolivia ·
Bosnië en Herzegovina ·
Brazilië ·
Brunei ·
Bulgarije ·
Burkina Faso ·
Cambodja ·
Canada ·
Chili ·
China ·
Colombia ·
Costa Rica ·
Cuba ·
Denemarken ·
Duitsland ·
Ecuador ·
Egypte ·
El Salvador ·
Engeland ·
Filipijnen ·
Finland ·
Frankrijk ·
Georgië ·
Ghana ·
Griekenland ·
Guam ·
Guatemala ·
Haïti ·
Honduras ·
Hongarije ·
Hongkong ·
IJsland ·
India ·
Indonesië ·
Irak ·
Iran ·
Israël ·
Italië ·
Ivoorkust ·
Jamaica ·
Japan ·
Jemen ·
Joegoslavië ·
Jordanië ·
Kameroen ·
Kazachstan ·
Kenia ·
Kirgizië ·
Koeweit ·
Kroatië ·
Laos ·
Letland ·
Libanon ·
Libië ·
Luxemburg ·
Macau ·
Malediven ·
Maleisië ·
Mali ·
Malta ·
Marokko ·
Mexico ·
Moldavië ·
Mongolië ·
Myanmar ·
Nederland ·
Nepal ·
Nieuw-Zeeland ·
Nigeria ·
Noord-Ierland ·
Noord-Korea ·
Noord-Macedonië ·
Noorwegen ·
Oekraïne ·
Oezbekistan ·
Oman ·
Pakistan ·
Palestina ·
Panama ·
Paraguay ·
Peru ·
Polen ·
Portugal ·
Qatar ·
Roemenië ·
Rusland ·
Saoedi-Arabië ·
Schotland ·
Senegal ·
Servië ·
Servië en Montenegro ·
Singapore ·
Slowakije ·
Soedan ·
Spanje ·
Sri Lanka ·
Syrië ·
Tadzjikistan ·
Taiwan ·
Thailand ·
Togo ·
Trinidad en Tobago ·
Tsjechië ·
Tunesië ·
Turkije ·
Turkmenistan ·
Uruguay ·
Venezuela ·
Verenigde Arabische Emiraten ·
Verenigde Staten ·
Vietnam ·
Wales ·
Wit-Rusland ·
Zambia ·
Zuid-Jemen ·
Zuid-Vietnam ·
Zweden ·
Zwitserland
Algerije (2014) · 
Australië (2015, 2) ·
België (2014) · 
Duitsland (2018) · 
Frankrijk (2006) · 
Griekenland (2010) ·
Mexico (2018) ·
Nigeria (2010) · 
Portugal (2022) · 
Rusland (2014) · 
Togo (2006) · 
Zweden (2018) ·
Zwitserland (2006)